# Eduardo Catalano

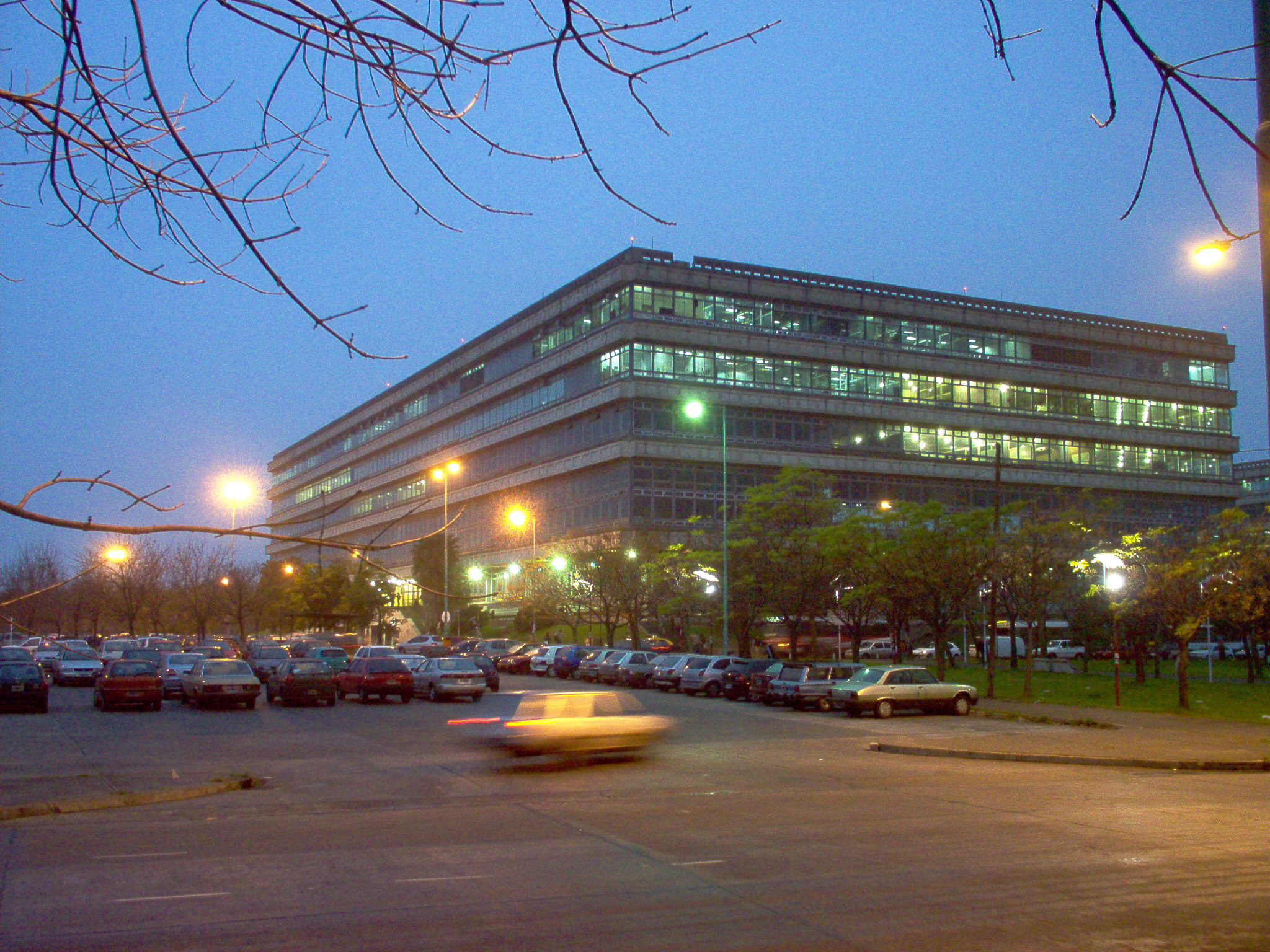
Ciudad Universitaria de Buenos Aires. Pabellón de la Facultad de Arquitectura y Urbanismo.

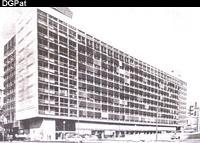
Edificio del Plata, Buenos Aires, 1962.

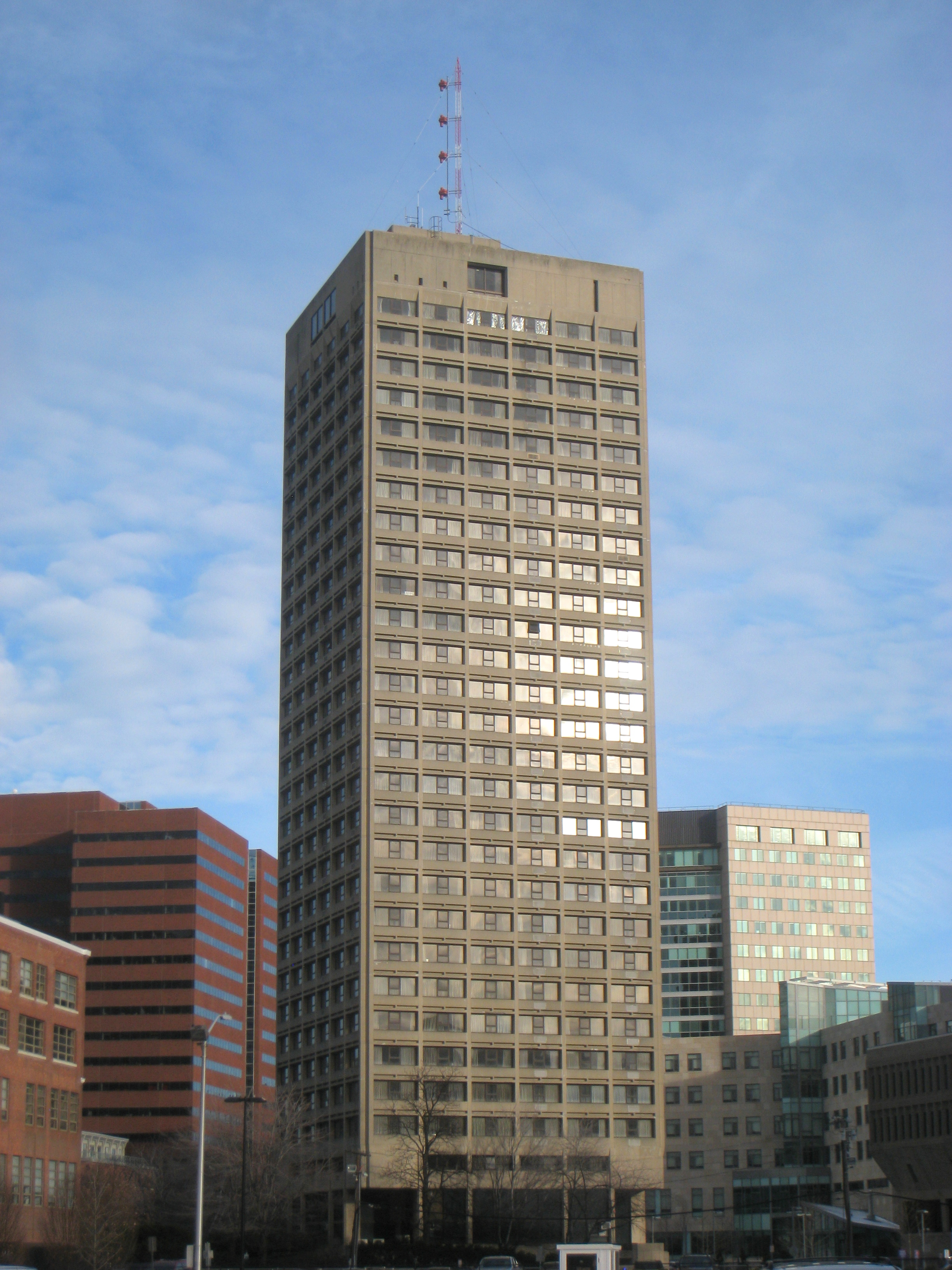
Torre Eastgate en el MIT.

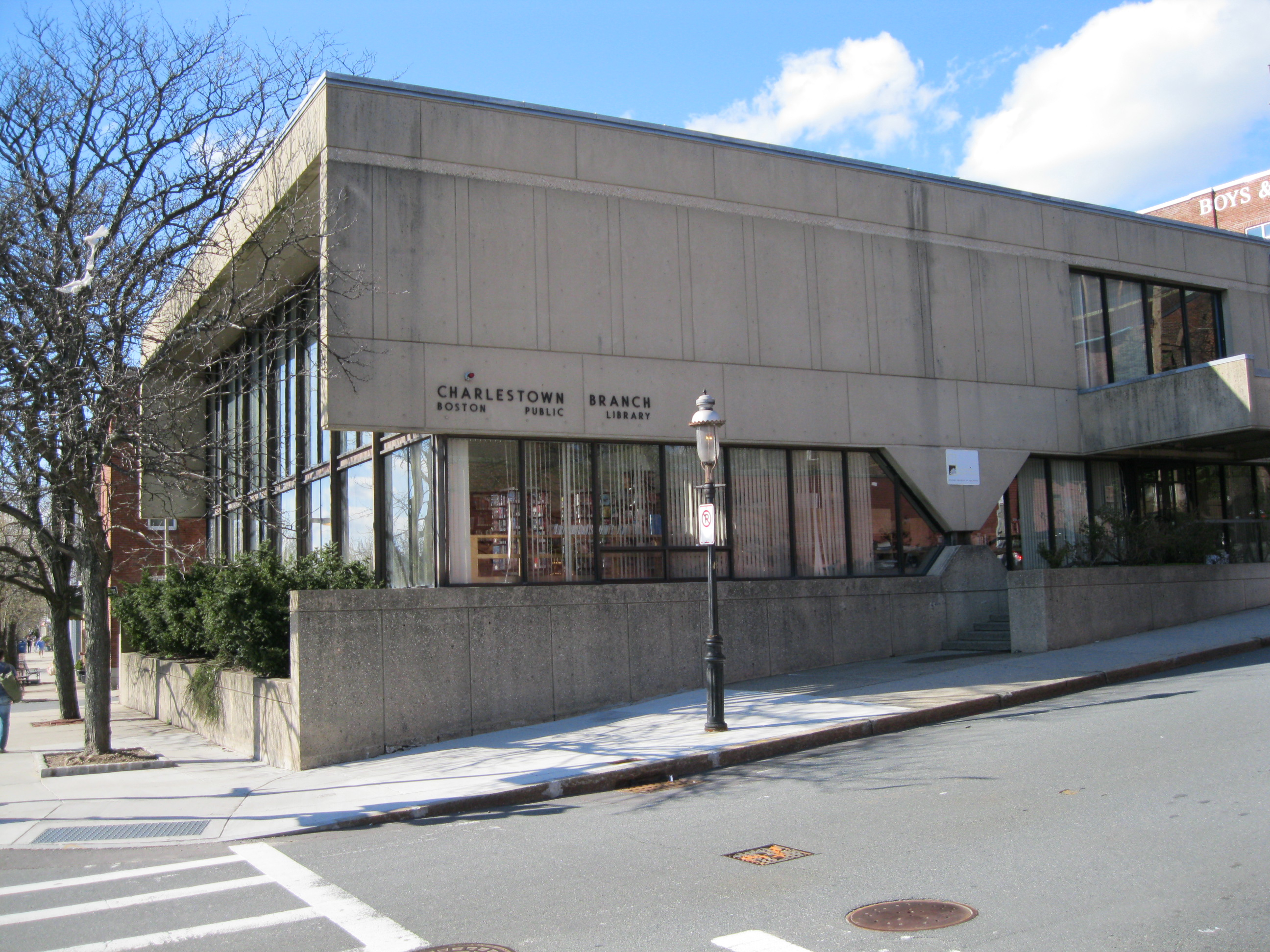
Sucursal Charlestown de la Biblioteca Pública de Boston.

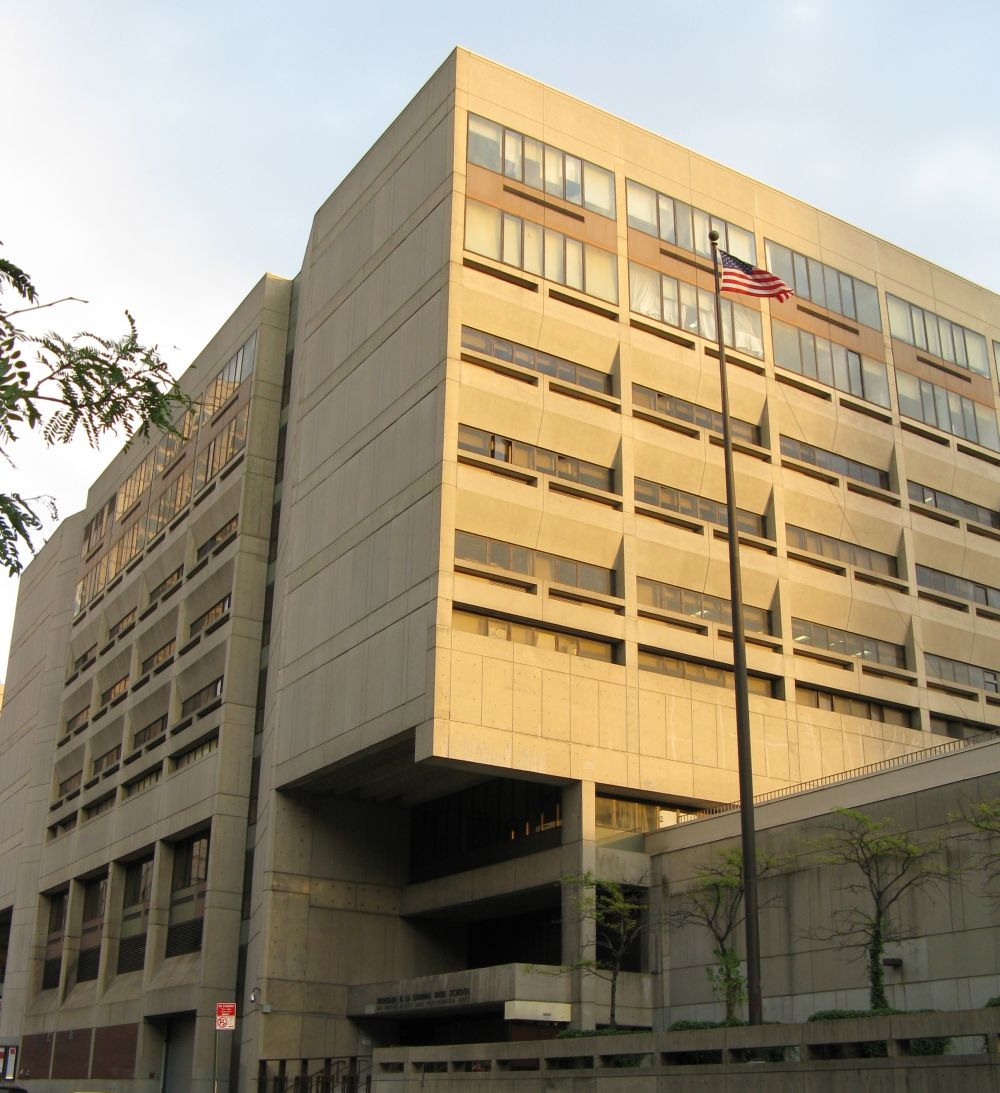
Escuela de Artes La Guardia.

Eduardo Fernando Catalano (*19 de diciembre de 1917, Buenos Aires, Argentina - 28 de enero de 2010, Cambridge, Massachusetts) fue un arquitecto argentino que ejerció su profesión desde mediados del siglo XX hasta 1995.
Becado por la Universidad de Pensilvania y Harvard donde estudió con Walter Gropius, se recibió de arquitecto en 1945. En 1950 fue invitado a ejercer en Londres y en 1951 a dirigir la NCSU - Escuela de Diseño de Raleigh, Carolina del Norte - por el arquitecto Henry Kamphoefner donde en 1954 construyó la famosa Casa Raleigh o Catalano House, elogiada por Frank Lloyd Wright y vista como la casa norteamericana de la década y que fuera demolida en 2001. Emplazada en 1467 Ridge Road, hoy la calle lleva el nombre Catalano Drive.
Catalano fue profesor de arquitectura en el Instituto Tecnológico de Massachusetts desde 1956 hasta 1977. Vivía en Estados Unidos desde 1951.
Algunas de sus obras fueron: Ciudad Universitaria (Buenos Aires) en colaboración con Horacio Caminos, Embajada de EE. UU. (en Argentina y Sudáfrica), la Juilliard School de Nueva York y en Cambridge diseñó el Centro de Estudiantes Stratton (1966), la Guilford County Courthouse en Greensboro y la torre residencial Eastgate (1967), así como el Mercado del Plata sobre la Avenida 9 de Julio en Buenos Aires.
Fue el creador de la escultura cinética ambiental Floralis Genérica en Recoleta, Buenos Aires.
En el 2007 recibió un doctorado honorario de la NCSU.

## Listado de obras
- 1947: Nuevo Mercado del Plata y oficinas municipales, en Buenos Aires. (asoc. Oscar Crivelli)
- 1950: Plan General para la Ciudad Universitaria de Tucumán. (asoc. Horacio Caminos)
- 1953: Catalano House, en Raleigh, North Carolina
- 1960: Plan General para Ciudad Universitaria de la Universidad de Buenos Aires (construidos solo Pabellones II y III). (asoc. Horacio Caminos)
- 1966: Centro de Estudiantes Stratton, en el MIT
- 1967: Torre residencial Eastgate, en el MIT
- 1968: Escuela de Música Juilliard. (asoc. Pietro Belluschi)
- 1970: Biblioteca Pública de Boston, Sucursal Charlestown
- 1972: Palacio de Justicia y Palacio Municipal de Greensboro, North Carolina
- 1973: Centro Cívico y Palacio de Justicia de Springfield, Massachusetts
- 1975: Embajada de los EE.UU en Buenos Aires
- 1984: Escuela de Artes La Guardia, en Nueva York
- 1985: Edificios Parkdrive 125 y Parkdrive 150, en Cambridge

## Publicaciones
- Gubitosi, Camillo; Izzi, Alberto, Eduardo Catalano. Catalogue of the Exhihibition held in Naples, 1978.
- Catalano, Eduardo. Structure and Geometry, Cambridge Architectural Press, 1986